# 4889 Praetorius
4889 Praetorius (1982 UW3) là một tiểu hành tinh vành đai chính được phát hiện ngày 19 tháng 10 năm 1982 bởi F. Borngen ở Tautenburg.
Tênd after Michael Praetorius, a German composer.